# Kirchenkreis Ansbach-Würzburg
Der evangelische Kirchenkreis Ansbach-Würzburg ist einer der vier Kirchenkreise der Evangelisch-Lutherischen Kirche in Bayern. Er umfasst den westlichen Teil Mittelfrankens und weitestgehend Unterfranken. Am 2. März 2014 wurde Gisela Bornowski in St. Johannis in Würzburg in das Amt der Regionalbischöfin eingeführt. Sie vertritt etwa 435.000 evangelische Christen aus 455 Gemeinden. Die Predigtkirchen der Regionalbischöfin sind St. Gumbertus in Ansbach und St. Johannis in Würzburg, wo traditionell die Amtseinführungen erfolgen.
Im März 2025 gab die Landeskirche das Ende des Kirchenkreises Ansbach-Würzburg in seiner jetzigen Gestalt zum 1. Januar 2027 bekannt. Regionalbischöfin Bornowski wird zum 31. Dezember 2026 ihr Amt niederlegen, um einer Neustrukturierung Raum zu geben. Offen ist, ob im bayerischen Franken zwei neue oder ein neuer Kirchenkreis entstehen wird. Das betrifft auch den benachbarten Kirchenkreis Nürnberg und den Kirchenkreis Bayreuth. Bis zum Frühjahr 2026 soll die neue Struktur für die drei fränkischen Kirchenkreise erarbeitet werden.

## Geschichte

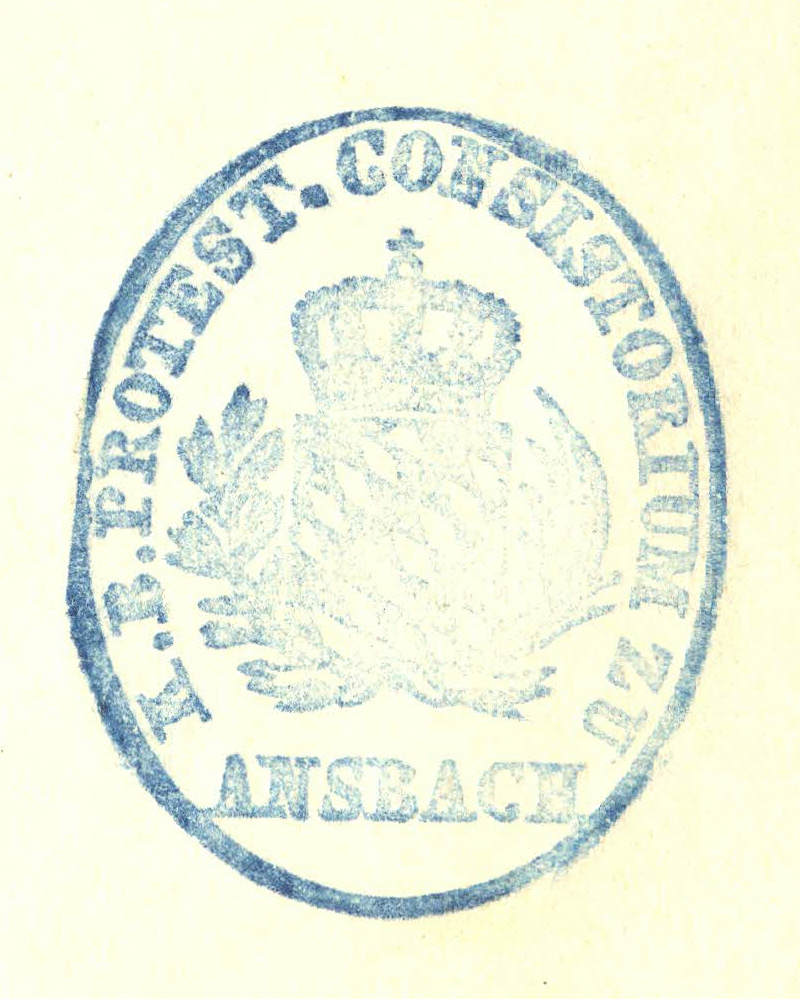
Vorgänger des Kirchenkreises war das Königlich Bayerische Konsistorium zu Ansbach, hier der Stempel aus dem 19. Jahrhundert

Vorläufer des Kirchenkreises war das königlich-bayerische Konsistorium zu Ansbach, das während der bayerischen Monarchie und danach von 1817 bis 1921 existierte. Vorläufer des bayerischen Konsistoriums war das markgräfliche Konsistorium im früheren Fürstentum Ansbach; in den 1520er-Jahren war hier die evangelische Reformation eingeführt worden.
Der Kirchenkreis wurde im Jahr 1921 unter dem Namen Kirchenkreis Ansbach zusammen mit den Kirchenkreisen München und Bayreuth von der Evangelisch-Lutherischen Kirche in Bayern eingerichtet. Damals gab es im Kirchenkreis Ansbach 29 Dekanatsbezirke und 443 Pfarreien.

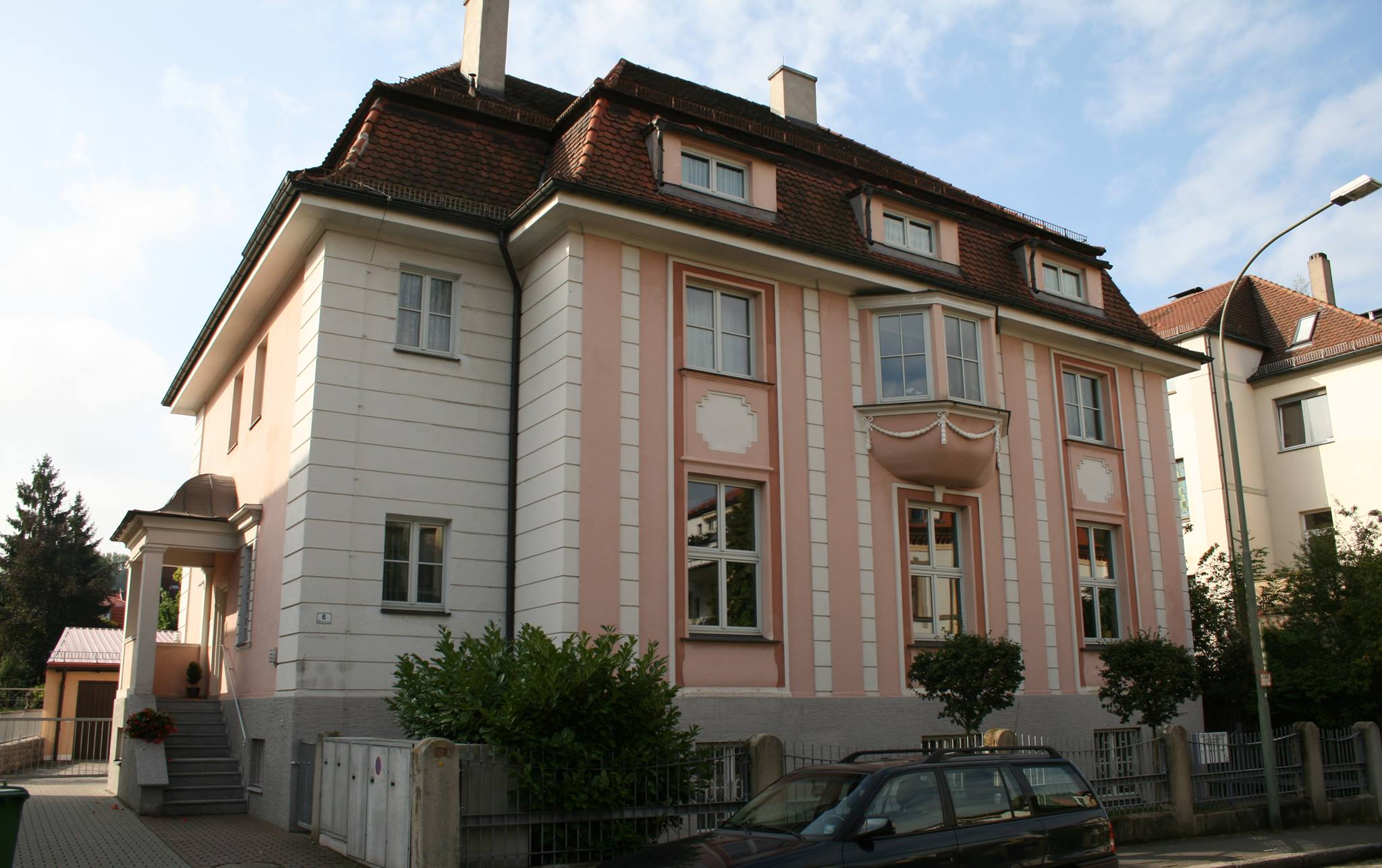
Welserstraße 6 in Ansbach: Sitz des Regionalbischofs bzw. der Regionalbischöfin seit 1934

Seit 1934 befindet sich das Büro des Regionalbischofs bzw. der Regionalbischöfin in einer neobarocken Villa in der Ansbacher Welserstraße 6. Das Gebäude war neun Jahre zuvor von einer Freimaurerloge errichtet worden. Von der Freimaurer-Zeit zeugt z. B. die Fenstergestaltung im Treppenhaus.

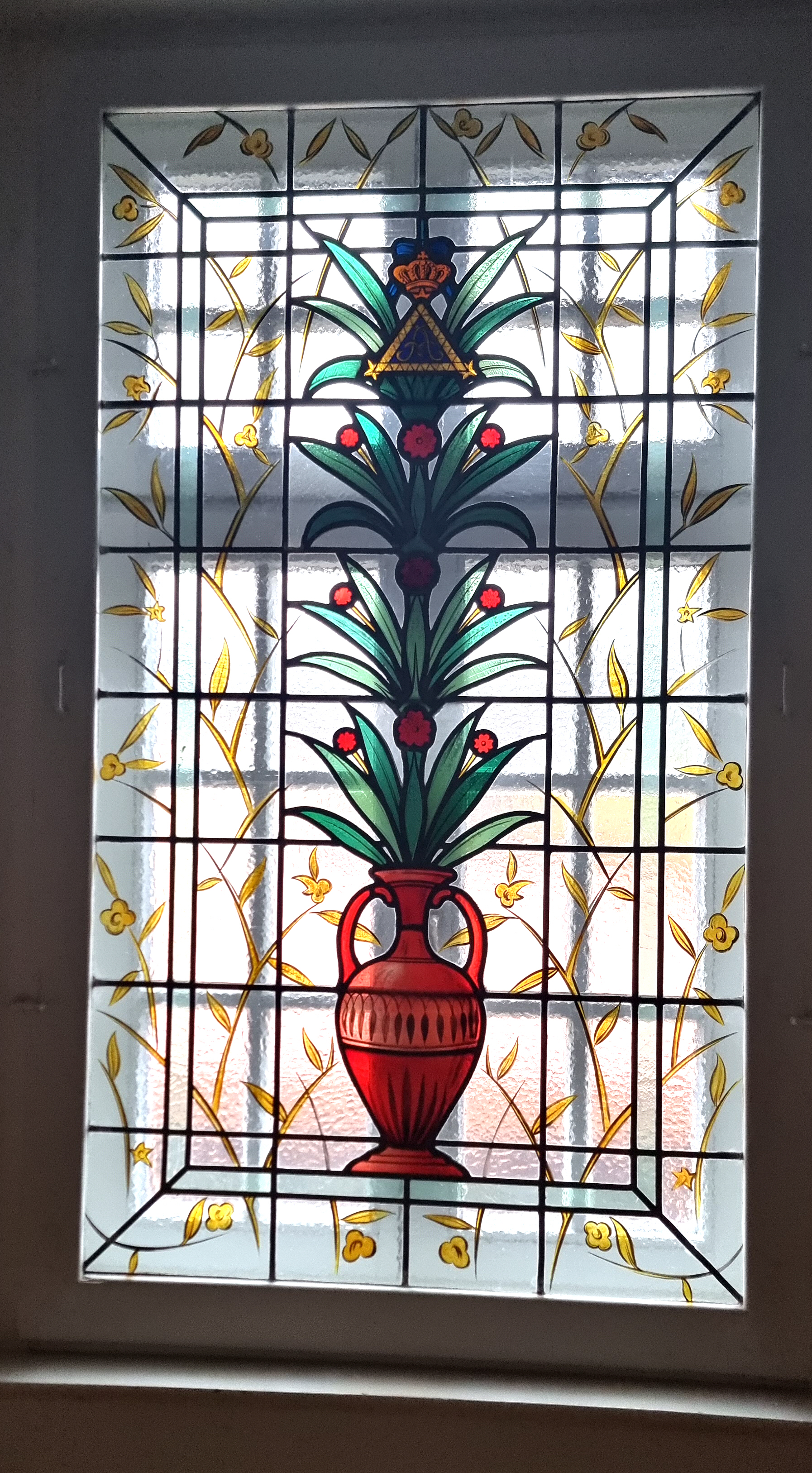
Historisches Fenster aus dem Jahr 1925 in der Welserstraße 6 in Ansbach

1987 erfolgte die Umbenennung in Kirchenkreis Ansbach-Würzburg: "Durch die Bezeichnung Ansbach-Würzburg wird beiden heterogenen Bestandteilen Rechnung getragen, dem urprotestantisch geprägten Westmittelfranken wie auch den weiten Diasporagebieten Unterfrankens. Die Unterschiedlichkeit dieser Gegenden in der Konfessionsverteilung resultiert aus der jahrhundertelangen Zugehörigkeit der Gebiete zu evangelischen oder katholischen Territorien: dem Markgraftum Brandenburg-Ansbach, dem Hochstift Würzburg, dem Erzstift Mainz oder reichsstädtischen oder ritterschaftlichen Orten."
1935 und 1951 gab der Kirchenkreis mehrere Dekanate an den neu gegründeten Kirchenkreis Nürnberg ab, darunter die Dekanatsbezirke Neustadt a.d. Aisch und Weißenburg.
Der Kirchenkreis Ansbach-Würzburg nahm zwischenzeitlich durch seine zwei Bischofssitze Ansbach und Würzburg eine Sonderstellung ein, wobei aus Kostengründen der Bischofssitz in Würzburg wieder geschlossen wurde.

## Dekanatsbezirke
Der Kirchenkreis umfasst 18 Dekanatsbezirke:
| - Ansbach - Aschaffenburg - Bad Neustadt an der Saale - Bad Windsheim - Castell | - Dinkelsbühl - Feuchtwangen - Gunzenhausen, seit 1.1.2025 einschließlich des Gebiets des ehemaligen Dekanatsbezirks Heidenheim - Kitzingen | - Leutershausen - Lohr am Main - Markt Einersheim - Rothenburg ob der Tauber - Schweinfurt | - Uffenheim - Wassertrüdingen - Windsbach - Würzburg |

## Kreisdekane (bis 1999) bzw. Regionalbischöfe
- 1921–1925: Adolf Hermann (1867–1929)
- 1925–1934: Wilhelm Rüdel (1871–1934)
- 1934–1947: Georg Kern (1885–1947)
- 1947–1966: Heinrich Koch (1898–1974)
- 1966–1975: Christian Rieger (1908–1997)
- 1975–1985: Rudolf Meiser (1920–2015)
- 1985–1991: Gottfried Naether (1926–2017)
- 1991–2002: Ernst Dietrich Bezzel (* 1937)
- 2002–2009: Helmut Völkel (1952–2018)
- 2009–2014: Christian Schmidt (* 1948)
- seit 2014: Gisela Bornowski (* 1961)